# Stanislav Andreski
Stanislav Andreski (eigentlich Stanisław Andrzejewski; * 8. Mai 1919 in Częstochowa; † 26. September 2007 in Reading) war ein polnischer Soziologe.
Andrzejewski wurde 1939 bei der Invasion durch die Sowjetunion verhaftet; ihm gelang die Flucht nach England, wo er als Soldat auf britischer Seite kämpfte und nach Kriegsende als britischer Soldat in Deutschland stationiert war. Er promovierte 1953 an der London School of Economics and Political Science.
Er lehrte in Chile und in Nigeria Soziologie und war anschließend von 1964 bis 1984 Professor an der University of Reading.
Im deutschsprachigen Raum ist Andreski durch sein Buch „Die Hexenmeister der Sozialwissenschaften. Mißbrauch, Mode und Manipulation einer Wissenschaft“ bekannt geworden, in dem er sich kritisch mit den Gesellschaftswissenschaften auseinandersetzt. Insbesondere der Verwendung soziologischen Fachjargons schreibt er eine Verschleierungsfunktion zu: „Bluff in Hülle und Fülle und eine erschreckende Armut an neuen Ideen.“

## Schriften (Auswahl)
- Military Organisation an Society, 1954
- The Uses of Comparative Sociology, 1964
- The African Predicaments, 1968
- Prospects of a Revolution in the USA, 1972
- Social Sciences as Sorcery, Andre Deutsch Ltd, London 1972, ISBN 978-0233962269
- Die Hexenmeister der Sozialwissenschaften, 1974
- On the Peaceful Disposition of Military Dictatorships, in: Journal of Strategic Studies, Jg. 3.1980, S. 3–10
- Syphilis, Puritanism and Witch Hunts: Historical Explanations in the Light of Medicine and Psychoanalysis with a Forecast about Aids, Palgrave Macmillan, London 1989, ISBN 978-1349203758